# Amatori Wasken Lodi 2020-2021
Questa voce raccoglie le informazioni riguardanti l'Amatori Wasken Lodi nelle competizioni ufficiali della stagione 2020-2021, disputata quasi interamente senza ammissione di pubblico a causa delle restrizioni dovute alla pandemia di COVID-19.
I giallorossi si aggiudicarono sia lo scudetto sia la Coppa Italia, realizzando così il primo double della loro storia.

## Maglie e sponsor
Lo sponsor tecnico per la stagione 2020-2021 fu Jako, mentre lo sponsor ufficiale fu Banco BPM.
| 1ª divisa | 2ª divisa | 1ª div. portiere | 2ª div. portiere | 3ª div. portiere |

## Organigramma societario
- Presidente: Gianni Blanchetti
- Vicepresidente: Vittorio Canidio
- Direttore generale: Federico Mazzola
- Direttore sportivo: Roberto Colciago
- Segretario: Giuseppe Colombo
- Addetto stampa: Massimo Stella

## Organico

### Giocatori
Dati tratti dal sito internet ufficiale della Federazione Italiana Sport Rotellistici.
| N° | Naz.                 | Ruolo | Sportivo           |  |  |  |
| -- | -------------------- | ----- | ------------------ |  |  |  |
| 7  | Italia (bandiera)    | E     | Andrea Gori        |  |  |  |
| 9  | Italia (bandiera)    | E     | Domenico Illuzzi   |  |  |  |
| 12 | Argentina (bandiera) | P     | Valentín Grimalt   |  |  |  |
| 21 | Italia (bandiera)    | E     | Alberto Greco      |  |  |  |
| 26 | Italia (bandiera)    | E     | Elia Cinquini      |  |  |  |
| 49 | Italia (bandiera)    | P     | Riccardo Porchera  |  |  |  |
| 66 | Spagna (bandiera)    | E     | Jordi Méndez       |  |  |  |
| 74 | Italia (bandiera)    | E     | Mattia Gori        |  |  |  |
| 77 | Italia (bandiera)    | E     | Francesco Compagno |  |  |  |
| 99 | Spagna (bandiera)    | E     | Enric Torner       |  |  |  |

### Staff tecnico
- Allenatore:  Pierluigi Bresciani
- Allenatore in seconda:  Luca Giaroni
- Preparatore atletico:  Matteo Fortunati,  Gabriele Ganini
- Meccanico:  Luigi Vigotti

## Mercato
| Acquisti | Acquisti          | Acquisti      | Acquisti |
| R.       | Nome              | da            |          |
| -------- | ----------------- | ------------- | -------- |
| E        | Elia Cinquini     | CGC Viareggio |          |
| E        | Alberto Greco     | Trissino      |          |
| E        | Jordi Méndez      | Igualada      |          |
| P        | Riccardo Porchera | Roller Lodi   |          |
| E        | Enric Torner      | Valdagno      |          |

| Cessioni | Cessioni              | Cessioni         | Cessioni |
| R.       | Nome                  | a                |          |
| -------- | --------------------- | ---------------- | -------- |
| E        | Francesco De Rinaldis | Sarzana          |          |
| E        | Davide Gavioli        | Trissino         |          |
| P        | Rubens Gilli          | Seregno 2012     |          |
| E        | Lucas Martínez        | Oliveirense      |          |
| E        | João Pinto            | Trissino         |          |
| E        | Alex Raffaelli        | Roller Scandiano |          |